# Клей Томпсън
Клей Александър Томпсън (на английски: Klay Alexander Thompson) (роден 8 февруари 1990) е американски професионален баскетболист, играещ за Голдън Стейт Уориърс в Националната баскетболна асоциация (НБА).
Синът на бившия играч от НБА Майкъл Томпсън играе колежански баскетбол за три сезона в Държавния университет във Вашингтон. Томпсън бива избран в първия кръг на драфта на НБА 2011 от Голдън Стейт под номер 11. През 2014 г. той и съотборникът му Стеф Къри поставят NBA рекорд с общо 484 тройки в един сезон, след което двойката получава прякора „Splash Brothers“, подобрявайки рекорда на 525 в следващия сезон. Томпсън е имал честта три пъти да бъде NBA All-Star и два пъти част от All-NBA Third Team. През 2015 г. той помага на Войните да достигнат до първата си шампионска титла в НБА от 1975 г. насам. Освен това той печели и състезанието по стрелба от тройката на „Звездния уикенд“ през 2016, надделявайки над своя съотборник Стеф Къри.

## Кариера

### Сезон 2011 – 12
След избирането му от драфта се засилват спекулациите, че Войните ще се разделят с друг атакуващ гард – Монта Елис. След напускането на Елис през март 2012 Томпсън повишава рязко нивото си на игра, играейки средно по 30 минути на мач от март до края на сезона. Накрая той е включен и в NBA All-Rookie First Team (най-добрите новобранци вС лигата).

### Сезон 2012 – 13
На 29 януари 2013 г. Томпсън вкарва 32 точки срещу отбора на Кливлънд Кавалиърс, което е и негов максимум за редовния сезон. След победа в първия кръг от плейофите срещу Денвър Нъгетс, Уориърс губи от Сан Антонио Спърс в 6 мача, като Томпсън вкарва 34 точки в една от срещите.

### Сезон 2013 – 14
През този сезон Томпсън и Къри вкарват общо 484 тройки, рекорд за лигата. Завършвайки 6-и на Запад, Войните срещат в първия кръг на плейофите Лос Анджелис Клипърс, като губят в 7 срещи.

### Сезон 2014 – 15
На 23 януари 2015 той вкарва 52 точки срещу Сакраменто Кингс, бележейки 37 в 3-тата четвърт, което е рекорд за лигата. Освен това е избран за резерва в Мача на Звездите. Двамата с Къри вкарват общо 525 тройки, подобрявайки собствения си рекорд. На финала на плейофите Уориърс побеждават Кливлънд с 4 – 2 успеха, печелейки титлата след 40-годично чакане.

### Сезон 2015 – 16
През този сезон Томпсън помага на Уориърс да станат едва втория тим със 70 победи в редовния сезон в НБА. Томпсън отново е част от Мача на Звездите, като освен това печели и конкурса за стрелба от тройката. Уориърс губят на финала на плейофите от Кливлънд, макар и имайки преднина от 3 – 1.

## Национален отбор
Клей е част от отбора на САЩ, който триумфира на световното първенство през 2014, както и на Олимпиадата в Рио през 2016 година.